# 佐賀ヴィーナスカップ
佐賀ヴィーナスカップ（さがヴィーナスカップ）は、佐賀県競馬組合が佐賀競馬場ダート1750mで施行する地方競馬の重賞競走である。正式名称は「サガン鳥栖杯 佐賀ヴィーナスカップ」。Jリーグ・サガン鳥栖（株式会社サガン・ドリームス）が優勝杯を提供している。

## 概要
2017年にサラブレッド系3歳以上牝馬による重賞競走として新設。佐賀県競馬組合がオフィシャルスポンサーを務めるJリーグ・サガン鳥栖から優勝杯の提供を受けている。2018年からGRANDAME-JAPAN・古馬シーズンの対象競走に追加され、条件がサラブレッド系4歳以上牝馬に変更された。また、同年より佐賀競馬の重賞格付け制度が変更され、格付け表記がS1から重賞となった。
創設時から2024年まではダート1400mで施行されていたが、2025年よりダート1750mとなる。

### 条件・賞金（2025年）
出走条件
サラブレッド系4歳以上牝馬オープン。地方全国交流で、他地区所属馬の出走枠は5頭と定められている
負担重量
定量。4歳以上55kg。
賞金額
1着700万円、2着245万円、3着140万円、4着105万円、5着70万円、着外14万円。
副賞
サガン・ドリームス社長賞、全国公営競馬主催者協議会会長賞、日本軽種馬協会会長賞、佐賀県馬主会会長賞、佐賀県競馬組合管理者賞。

## 歴代優勝馬
| 回数  | 施行日        | 優勝馬             | 性齢 | 所属 | タイム | 優勝騎手   | 管理調教師 | 馬主                  |
| ----- | ------------- | ------------------ | ---- | ---- | ------ | ---------- | ---------- | --------------------- |
| 第1回 | 2017年7月2日  | エイシンアトロポス | 牝5  | 兵庫 | 1:27.0 | 田中学     | 渡瀬寛彰   | 平井克彦              |
| 第2回 | 2018年6月10日 | ディアマルコ       | 牝5  | 高知 | 1:28.8 | 佐原秀泰   | 那俄性哲也 | （有）アシスタント    |
| 第3回 | 2019年6月9日  | ハッピーハッピー   | 牝4  | 佐賀 | 1:27.5 | 鮫島克也   | 矢野久美   | 井堀一男              |
| 第4回 | 2020年5月24日 | ジェッシージェニー | 牝5  | 小林 | 1:27.4 | 真島正徳   | 福永敏     | 松田整二              |
| 第5回 | 2021年5月23日 | ロカマドール       | 牝5  | 川崎 | 1:28.1 | 山崎誠士   | 山崎尋美   | 庄司修二              |
| 第6回 | 2022年5月22日 | ダノンレジーナ     | 牝6  | 浦和 | 1:27.7 | 本橋孝太   | 小久保智   | 酒井孝敏              |
| 第7回 | 2023年4月16日 | ジュランビル       | 牝7  | 小林 | 1:28.0 | 下原理     | 福永敏     | 村上憲政              |
| 第8回 | 2024年4月21日 | アンティキティラ   | 牝5  | 高知 | 1:27.4 | 多田羅誠也 | 別府真司   | 組)志士十二組合       |
| 第9回 | 2025年4月20日 | セブンカラーズ     | 牝5  | 愛知 | 1:54.1 | 山田祥雄   | 川西毅     | (株) グリーンファーム |

### 各回競走結果の出典
- 佐賀ヴィーナスカップ 歴代優勝馬 - 地方競馬全国協会
- JBISサーチ
  - 2017年、2018年、2019年、2020年、2021年、2022年、2023年、2024年、2025年